# William Bradford (advocaat)
William Bradford (Philadelphia (Pennsylvania), 14 september 1755 - aldaar, 23 augustus 1795) was een Amerikaanse advocaat en rechter. Hij was van 1794 tot 1795 Attorney General, de Amerikaanse minister van Justitie.

## Levensloop
Bradford was de zoon van een priester. Hij begon zijn studie aan de Universiteit van Pennsylvania en vervolgde deze aan de Princeton-universiteit. Daar begon zijn levenslange vriendschap met James Madison. In 1772 studeerde hij af.
Na het uitbreken van de Amerikaanse Onafhankelijkheidsoorlog nam hij dienst bij de militie van de staat Pennsylvania. generaal Daniel Roberdeau verkoos het gezelschap van Bradford aan zijn zijde en gaf hem de rang van majoor. Hij diende op het hoofdkwartier van de militie. Later nam hij dienst bij het Continentale leger. Daar bracht hij het tot de rang van luitenant-kolonel. Hij vocht onder andere mee in de Slag bij Trenton. In 1779 trad hij vanwege ziekte uit dienst.
Bradford keerde terug naar Pennsylvania en werd in 1780 benoemd tot de procureur-generaal van die staat. In deze functie was hij 11 jaar werkzaam. In 1784 trouwde hij met Susan Vergereau Boudinot.
In 1791 vertegenwoordigde Bradford generaal William West in de zaak West v. Barnes. Dit was de eerste zaak die voor het Hooggerechtshof werd gebracht. Bradford verloor de zaak. In 1794 werd hij benoemd als rechter van het Hooggerechtshof van de staat Pennsylvania. Gouverneur Thomas Mifflin vroeg hem 1793 om te helpen om het gebruik van de doodstraf terug te dringen. In reactie daarop werden de richtlijnen aangepast en nam het aantal terdoodveroordelingen af.
President George Washington benoemde Bradford op 27 januari 1794 als de tweede minister van Justitie in de geschiedenis van de Verenigde Staten. Hij volgde Edmund Randolph op. Hij overleed in functie op 23 augustus. Bradford County werd later naar hem vernoemd.
- Gemeinsame Normdatei: 1028062222
- International Standard Name Identifier: 0000 0000 8396 3785
- Library of Congress Control Number: n84024132
- National Archives and Records Administration: 10568465
- Nederlandse Thesaurus van Auteursnamen: 129028088
- SNAC: w6zg6wdr
- Virtual International Authority File: 77707171
- WorldCat: E39PBJg8JpRhgVGbbp8Mq3bTpP